# Homer Levi Dodge
Homer Levi Dodge (Ogdensburg (Nova Iorque), 21 de outubro de 1887 — 29 de junho de 1983) foi um fisico estadunidense.